# Sierra Alvear
La sierra Alvear o sierra de Alvear es una cadena montañosa de Tierra del Fuego, Argentina.
Es la mayor formación en la parte argentina de la cordillera fueguina, con alturas entre 1000 y 1500 m s. n. m., entre ellas, el cerro Bonete (1108 m s. n. m.), el cerro Alvear (1450 m s. n. m.) en cuya vertiente sur está encerrado el lago Alvear y donde se encuentra el glaciar Alvear, y el cerro Krund (1003 m s. n. m.) en cuya ladera sur se emplaza el complejo invernal Cerro Castor. Se encuentra entre el lago Fagnano y el valle Carbajal. Las laderas del lado sur están comprendidas en la reserva natural Valle Tierra Mayor. Constituyó el principal obstáculo en el camino entre Ushuaia y las localidades de Tolhuin y Río Grande hasta 1936 cuando se descubrió un paso cordillerano, luego denominado Garibaldi. El río Olivia, principal fuente de agua de la ciudad de Ushuaia, nace de la acumulación de aguas de deshielo de la vertiente austral de esta sierra y de la sierra Valdivieso. El río Milna escurre las aguas de la sierra y de las lagunas Escondida y Negra. Otros ríos son el Tristen, el Palacios y el Hambre.
Geológicamente está constituida por rocas metamórficas de la formación Alvear con abundancia de esquistos sericíticos verdosos y negruzcos. En esta formación se encuentra el glaciar Ojo del Albino, entre otros.
El nombre se lo impuso el Padre Alberto María de Agostini, en homenaje al doctor Marcelo T. de Alvear, presidente de la República de 1922 a 1928.